# オッターテイル川

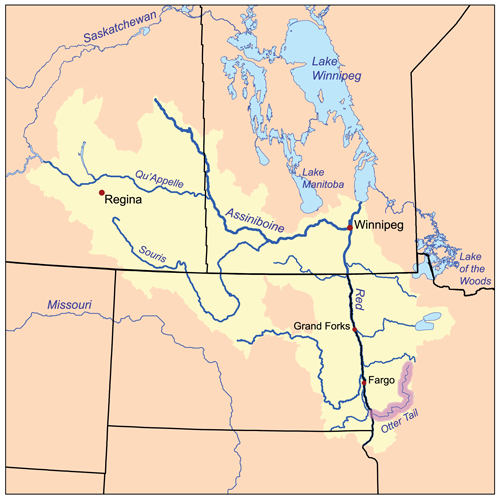

オッターテイル川（オッターテイルがわ）は、アメリカ合衆国ミネソタ州を流れるネルソン川水系の川。レッド川の上流部にあたる。長さ309km。
川はクリアウォーター郡内、ベミジー南西64kmの場所からはじまる。そこからエルボー湖、メニーポイント湖、チッペワ湖、ハイトオブランド湖、フレイジー、リトルパイン湖、ビッグパイン湖、ラッシュ湖、オッターテイル湖、ウエストロスト湖、ファーガスフォールズ、オーウェル湖を通過する。ウォーペトンでボアデスー川と合流しレッド川となる。
オッターテイル川上には1909年から1925年にかけて5つのダムが建設されている。